# Religia w Burundi
Religia w Burundi – zdominowana jest przez chrześcijaństwo (90,5%), islam (5,5%) i tradycyjne religie plemienne (3,8%). Wolność wyznania jest gwarantowana przez ustawę konstytucyjną z 2001 roku. Nie było doniesień o nadużyciach społecznych oraz dyskryminacji ze względu na przekonania religijne, przynależność lub praktyki religijne. Burundi posiada jeden z największych odsetek katolików (60,9%) wśród państw afrykańskich. Drugą co do wielkości grupą religijną i chrześcijańską obejmującą różne wyznania i denominacje stanowią protestanci (29%).
Chrześcijaństwo bierze swoje początki z działalności misyjnej w okresie kolonialnym. W czasie rządów niemieckich (1894-1916), chrześcijaństwo pozostaje religią mniejszościową. Na początku rządów belgijskich (1916-62) było zaledwie 7000 chrześcijan w całym kraju. Ich liczba gwałtownie wzrosła w okresie międzywojennym, kiedy to władze belgijskie sprzyjały rozprzestrzenianiu się chrześcijaństwa, zwłaszcza katolicyzmu. Obecny prezydent Pierre Nkurunziza, który był przywódcą rebeliantów podczas wojny domowej w Burundi, jest ewangelikalnym protestantem. Wśród wyznań protestanckich w kraju dominują: zielonoświątkowcy (12,2%), anglikanie (9,2%), adwentyści dnia siódmego (2,6%) i metodyści (1,5%).
Muzułmańska mniejszość zamieszkuje głównie na obszarach miejskich. Większość muzułmanów to sunnici, choć istnieje mniejszość szyicka i nieduża społeczność ismailitów. W Burundi można znaleźć około 100 wyznawców dźinizmu, a także niewielkie społeczności żydowskie i prawosławne.
Chociaż Burundi oficjalnie jest państwem świeckim, obchodzone są takie święta narodowe jak: Wniebowstąpienie Pańskie, Wniebowzięcie Najświętszej Maryi Panny i Boże Narodzenie.

## Statystyki

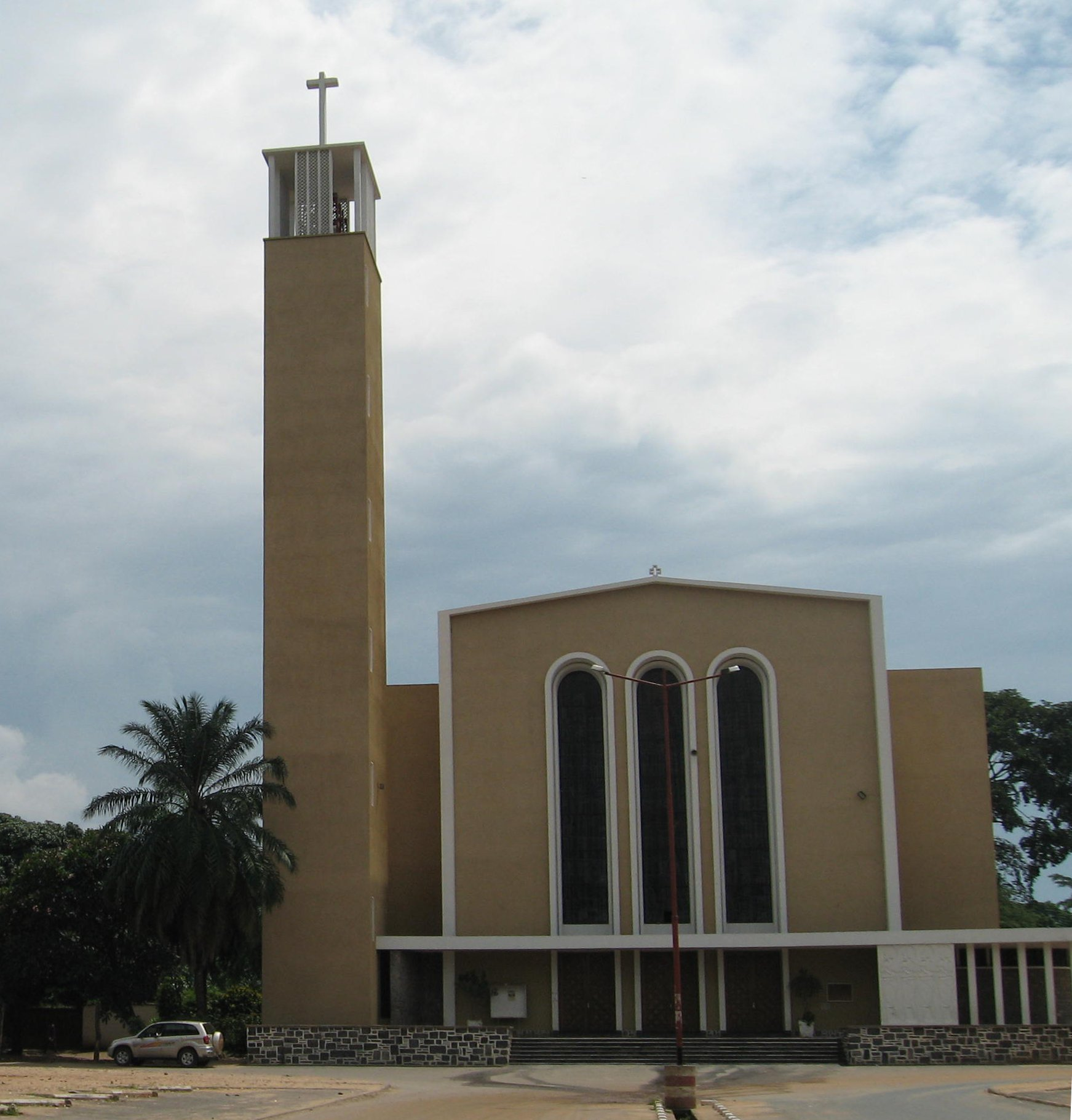
Katedra katolicka w Bużumbura

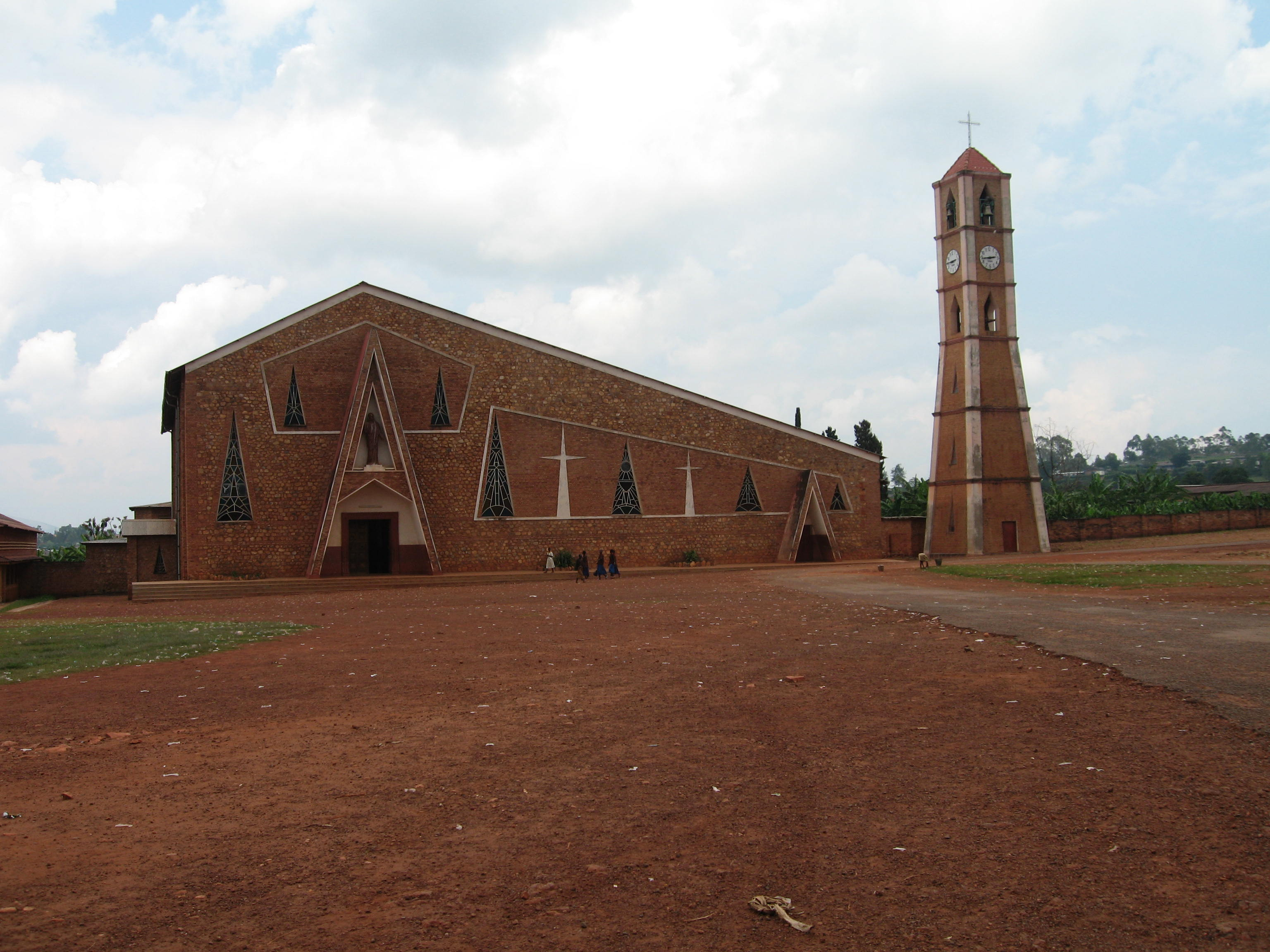
Kościół katolicki w Gitega

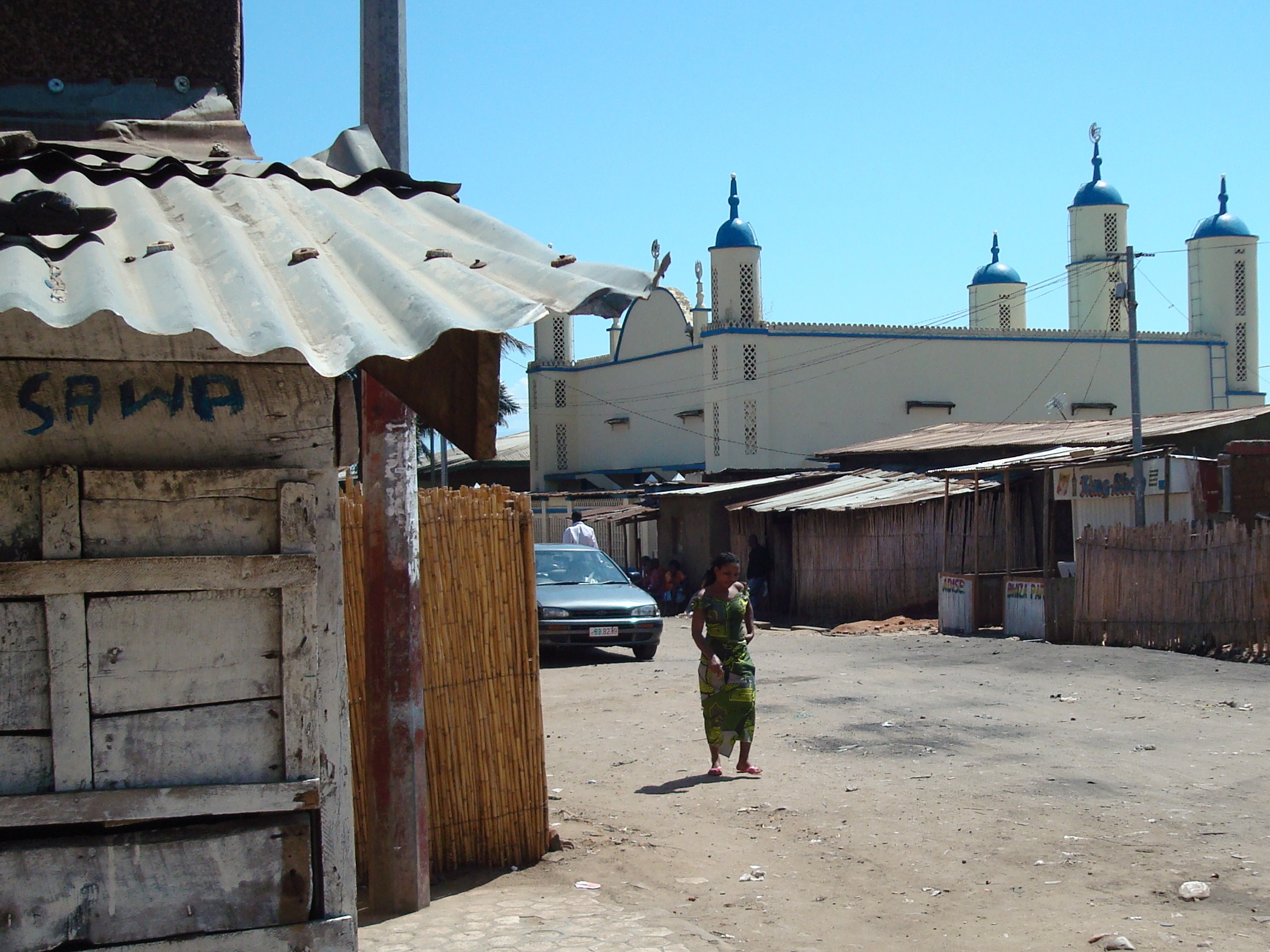
Meczet w Bużumbura

Statystyki na 2010 rok, według Operation World, kiedy ludność Burundi wynosiła 8,5 mln:
| Religie/kościoły                                    | Liczba wiernych | Procent ludności |
| --------------------------------------------------- | --------------- | ---------------- |
| Kościół katolicki                                   | 5 190 000       | 60,92%           |
| Kościół Anglikański                                 | 723 500         | 8,49%            |
| Wspólnota Kościołów Zielonoświątkowych              | 689 000         | 8,09%            |
| Islam                                               | 468 537         | 5,5%             |
| Tradycyjne religie etniczne                         | 323 717         | 3,8%             |
| Kościół Adwentystów Dnia Siódmego                   | 220 584         | 2,59%            |
| Zielonoświątkowe Stowarzyszenie Ewangeliczne Afryki | 165 000         | 1,94%            |
| Eglise Vivante                                      | 95 000          | 1,11%            |
| Unia Kościoła Metodystycznego                       | 86 500          | 1,02%            |
| Bracia plymuccy                                     | 70 000          | 0,82%            |
| Kościół Episkopalny                                 | 65 000          | 0,76%            |
| Unia Kościołów Baptystycznych                       | 59 000          | 0,69%            |
| Kościół Poczwórnej Ewangelii                        | 41 400          | 0,49%            |
| Kwakrzy                                             | 34 000          | 0,4%             |
| Zjednoczony Kościół Metodystyczny                   | 34 000          | 0,4%             |